# 하루나 아이
하루나 아이(はるな 愛, はるな あい, 1972년 7월 21일 ~ )는 일본의 트랜스젠더 연예인, 패션 모델, 사업가이다. 본명 및 법적 이름은 오니시 겐지(大西 賢治).
오사카부 출신. 선즈 엔터테인먼트 소속. ANGEL.LOVE 주식회사 대표이사.

## 인물
자아가 형성될 무렵부터 자신은 여자라고 의식하고 있었다. 초등학생 때부터 여자 옷을 입고 성대모사 프로그램 등에 출연. 그 때 자막에는 '오니시 겐지'(大西賢示, 정확한 한자는 大西賢治)라고 표시되었다. 1985년 3월 3일 방송된 《전일본 어린이모창대상》에서는 모리 신이치의 '북쪽의 반딧불이'를 불러 우승했다.
1989년, 후쿠이현 소재의 쿠즈류 댐에서 열린 영어학교 하계캠프(초등생 대상)에서, '미래지향적 소년 오니시 겐지'로 레크레이션 게스트로 출연했다. 이 때 남고에 다니고 있었다. 또한 같은 해 5월 25일에는 '오니시 겐지'(大西ケンジ)라는 이름으로 레코드 Chance를 발매했다.
중학교 때는 집단 따돌림을 당했고, 괴롭히는 친구들을 피하기 위해 등교하지 않거나, 점심시간에는 카페로 도망다녔다. 또한 괴롭히는 친구들에게서 보호받는 대신 불량그룹의 똘마니 노릇도 했었다.
그 후 남고인 히가시오사카 대학 카시와라 고등학교로 진학했고, 좋아하는 남자를 만나러 가기 위해 학교 공중전화로 교무실에 전화를 걸어 어머니인 척 "겐지를 조퇴시켜 주세요."라고 했다. 고교 중퇴 후 1991년, 술집 'Tootsie' 우메다점에서 일했다. 이 때 성 동일성 장애이며, 뉴하프(new half)로서 일하는 것을 아버지에게 고백.
1995년, 오사카시 와다성형외과에서 성전환 수술을 받았고, 생리학적으로도 여성이 되었다. 그러나 "남자와 결혼할 때까지는 오니시 겐지로 있는 것이 효도"라는 이유로, 호적상으로는 아직 '오니시 겐지'이다.
1996년, 하루나 아이(春菜愛)라는 예명으로 《쾌걸 에미채널》(간사이 TV)에 고정으로 출연.
1998년, 도쿄의 연예기획사에 소속되며 상경. DDT 프로레슬링에서 전세계 최초로 트랜스젠더 매니저로 데뷔.
2005년, MEGUMI가 치골 골절로 입원했을 때, 병원에서 헌신적으로 간호하는 모습이 노다 사장의 눈에 띄어 선즈 엔터테인먼트로 이적. 현재의 이름(はるな 愛)으로 바꾸고 탤런트로 데뷔한다.
2007년, '미스 인터내셔널 퀸 (Miss International Queen) 2007'에 출장, 4위에 올랐다.
2008년, 하반기부터 마쓰우라 아야의 립싱크 성대모사로 인기 급상승. 골수 은행 직원 역으로 연극 《IMAGINE 9.11》에 출연.
2009년 1월 3일에 방송된 《주말 신데렐라 세계! 탄환 트래블러》에서 여권이 비춰졌을 때 일부 모자이크가 되지 않은 부분 때문에 1972년 7월 21일생인 것이 발각되었다. 후에 2009년 1월 20일 발매된 '주간 여성'(주부와 생활사) 인터뷰에서 나이 사칭을 인정했다.
2009년, '미스 인터내셔널 퀸 (Miss International Queen) 2009'에 재도전했고 우승 트로피를 거머쥐었다. 일본인으로서는 첫 우승이었으며, 상금 1만 달러를 획득.
2010년, 아름다운 청년을 둘러싼 거대한 음모와 최첨단 과학의 충격을 그린 해외 드라마 《카일 XY》의 텔레비전 CF에 기용되었고, '아름다운 청년 = 켄지 XY'로 변신하는 설정으로 고교 이후 처음으로 남장을 보여주었다.
2010년 《24시간 텔레비전》 '사랑은 지구를 구한다'의 마라토너로 발탁. 첫 트랜스젠더 마라토너다. 가나가와현에서 무도관까지 약85km를 완주했다.

## 에피소드
경영하는 술집의 단골 홋샹.에게 프러포즈 받은 적이 있다. "나는 남자라서 결혼할 수 없다."고 거절했지만, "남자처럼 열심히 일하느라 지금은 결혼 생각이 없다."고 알아들은 홋샹.은 다시 하루나에게 어택했고, 본명이 새겨진 운전면허증을 보고나서야 하루나가 남자인 것을 알고 결혼을 단념했다.
나카야마 히데유키의 결혼식 4차에서 시무라 켄에게 헌팅 당했다.
초등학교 때 여장차림으로 마츠다 세이코 모창을 했던 오사카 방송 프로그램 사회를 맡았던 시마다 신스케에게서 "나중에 크면 뉴하프 바를 운영할 것 같다."는 말을 들었다. 시마다는 그 때의 소년이 지금의 하루나인 것은 몰랐고, 《운 개시! 무엇이든 감정단》(TV 도쿄)에 게스트로 출연했을 때 나온 당시의 영상을 보고 동일인물인 것을 알았다.
가수 미도리카와 쇼보의 노래 '사랑이 될 거야'(愛なるは)는 몸은 남자지만 마음은 여자인 인물을 다룬 내용으로, 하루나가 이 노래의 모티브가 되었다. 노래 제목을 거꾸로 읽으면 '하루나 아이'다.

### 나이 사칭 문제
처음으로 나이를 속인 것은 오사카에서 막 상경했을 때인 24살이며, 레이스 퀸 아르바이트 구인 광고를 찾았지만 연령제한 때문에 4살을 속였다. 연령 사칭이 발각되었을 때의 인터뷰에서 "나이를 속이기 시작하니까 멈출 수 없게 되었습니다. 솔직하게 말하게 되니까 후련합니다."라고 말하며 괴로운 속내를 밝혔다. 2009년 1월 25일에 방송 된 《선데이 자폰》 생방송에 출연했을 때 나이 사칭에 대해 사죄했다. 또 같은 해 1월 26일에 방송 된 《SMAP×SMAP》의 THE AGE CARD에 게스트로 출연했을 때, 함께 출연한 우메미야 안나, 나카이 마사히로, 키무라 타쿠야와 동급생인 것을 공표(네명 중 생일이 가장 빠르다).

## 성대모사 및 모창
- 에어 아야야

마츠우라 아야의 콘서트 라이브 음성을 사용한 소재. 원래는 술집 마담이었던 하루나가 가게에서 선보였던 개인기다.
- 아야야 이외

에어 마츠다 세이코, 에어 BoA, 에어 휘트니 휴스턴 등이 있다. 텔레비전에서 선보인 것은 2008년 7월 23일 방송된 《칸쟈니∞의 자니벤》이지만, 텔레비전 이외의 라이브 이벤트 등에서는 전부터 사용되었던 소재다.
2007년 5월 27일 방송된 《하로모니@》에서는 에어 미키티를 후지모토 미키 본인 앞에서 선보였다.
2008년 8월 18일 방송된 《SMAP×SMAP》에서는, 마츠우라 아야와 함께 BISTRO SMAP의 게스트로 출연, 나카이 마사히로 본인 앞에서 에어 나카이를 선보였다.

## 가수 활동
2008년 12월 10일, I·U·YO·NE~(에이벡스)로 CD 데뷔. 유행어대상 후보에 오른 "말 잘하네"(言うよねぇ~, 유요네~)가 그대로 타이틀이 되었다.

## 프로듀스

### 요식업
오코노미야키 가게를 경영하는 본가의 영향으로 오코노미야키 가게, 철판구이 가게, 바 등 4개 점포를 경영하고 있다.
2010년 3월 13일 방송된 TV 아사히 《마츠오카 슈조의 정열충전 열혈!진심 응원단》에서는 특별 응원단장으로서 출연. 네리마구의 번성을 위해 오코노미야키 가게를 방문, 사업가라는 입장에서 경영 재건에 대한 어드바이스를 했다.

### 가수
♥♥♥LOVE♥♥♥(러브)는 하루나 아이가 프로듀스 한, 하루나 아이를 쏙 빼닮은 K-POP 여성 아이돌 가수라는 설정의 인물이다.

#### 개요
2010년 10월 20일에 자신을 쏙 빼닮은 사람(본인)인 'LOVE'가 Face 2 fAKE가 작곡한 Crazy Love로 일본에서 가수 데뷔를 했으며, 태국, 대만 등 해외 데뷔까지 마쳤다.
프로듀스 계기는, 하루나 아이가 '미스 인터내셔널 퀸 2009'에 참가하기 위해 타이에 방문했을 때 만난 '이상적인 여자'.

#### 발매 음반

##### CD
- Crazy Love (포니캐년, 2010년 10월 20일)

1. Crazy Love (작사 : 후지바야시 쇼코 / 작곡, 편곡 : Face 2 fAKE)
2. あなたのせいで狂いそう / 너때문에 미쳐 (작사 : 휘성 / 번역 : H.U.B / 작곡 : 김태형, 조영수 / 편곡 : Rick) - 티아라 커버 곡.
3. Crazy Love (Instrumental)
4. あなたのせいで狂いそう / 너때문에 미쳐 (Instrumental)

## 출연

### 텔레비전

#### 고정
- 키키미미! (2011년 4월 4일 ~ , 칸사이 TV) - 격주 월, 화, 수 패널.
- 상쾌정보 버라이어티 슷키리!! (2009년 4월 ~ , NTV) - 금요 코멘테이터
- 여성호르몬 분비 버라이어티 전력☆걸 (2011년 4월 27일 ~ , 마이니치 방송)

#### 비고정
- 아라비키단 (2007년 10월 24일 ~ , TBS)
- 전국일제! 일본인 테스트 (2008년 6월 ~ , 후지 TV)
- 런던하츠 (2008년 10월 27일 ~ , TV 아사히)
- 앗코에게 맡겨! (2008년 7월 27일, TBS)
- 선데이 자폰 (2008년 11월 2일 ~ , TBS)
- 행복의 누렁이 (주쿄 TV)

#### 게스트
- 전일본 어린이모창대상 (1985년 3월 3일, TV 도쿄) - 우승
- 빛나라! 제1회 레이디노래그랑프리 (1994년 9월 25일, TV 도쿄)
- 산시의 아이러브! 폭소클리닉 (1995년 4월 5일, 칸사이 TV]])
- 흥미신신마루 (1995년 6월 13일, TV 아사히)
- 게임왕국 (1997년 1월, TV 도쿄)
- 투나잇 (1997년 5월, TV 아사히)
- 기르가메쉬 나이트 (1997년 6월, TV 도쿄)
- 타모리 클럽 (1998년 3월, TBS)
- 원더풀 (1998년 3월, TBS)
- 카미오카 류타로가 즉! (TBS)
- That's! 카미오카 류타로 vs 50명 (TBS)
- 성대모사 왕좌결정전 (후지 TV)
- 어른 자격
- 성대모사 배틀 (NTV)
- 하로모니@ (2007년 5월 27일, TV 도쿄)
- 라지카룻 (2007년 6월 8일, NTV)
- 쿠사노 키드 (2007년 8월 7일, TV 아사히)
- 알아줘! (2007년 8월 22일, 후지 TV)
- 스퀴즈! (2007년 8월 29일, TV 아사히)
- 폭소100분TV! 헤이세이 패밀리 (NTV)
- 메시단 (2007년 9월 7일, TV 오사카)
- 심볼즈 (2007년 12월 30일, TV 도쿄)
- 자이클막슨 (2008년 3월 12일, 2010년 5월 6일, 마이니치 방송)
- 아아! 꽃의 요리사 (2008년 3월 20일, 요미우리 TV)
- 세상에서 가장 짧은 개그제! 개그 Merry go Round (2008년 3월 22일, TBS)
- 올스타 감사제 (2008년 3월 29일, 2009년 4월 4일, TBS)
- 오타 히카리의 내가 총리대신이 된다면... 비서 다나카. (2008년 4월 18일, 2010년 2월 19일, NTV)
- 치친뿌이뿌이 (2008년 4월 24일, 마이니치 방송)
- 라이온의 안녕하세요 (2008년 5월 1일 ~ 5일, 2010년 5월 17일 ~ 19일, 후지 TV)
- 멘토레G (2008년 5월 18일, 후지 TV)
- 하네루노도비라 (2008년 5월 21일, 후지 TV)
- 크림 어쩌고 (2008년 5월 21일, TV 아사히) - 퀴즈 우에다가 바보라면 바보소동!!에 출연
- 와랏테이이토모! (2008년 5월 22일, 9월 25일, 11월 21일, 12월 23일, 2009년 2월 11일, 11월 3일, 12월 28일, 2010년 8월 9일, 후지 TV)
- 키요시와 이 밤 (2008년 5월 22일, [[일본방송협회|NHK)
- 말도 안 되는∞세계 (2008년 5월 27일, TV 도쿄)
- 톤네루즈의 여러분 덕분이었습니다 (2008년 5월 29일, 후지 TV)
- 우타방 (2008년 5월 29일, 2009년 8월 16일, TBS)
- HEY!HEY!HEY!MUSIC CHAMP (2008년 6월 2일, 후지 TV)
- 퀴즈! 헥사곤II (2008년 6월 18일, 2009년 3월 4일, 2010년, 후지 TV)
- 히토시 마츠모토의 더 골든 (2008년 6월 21일, 후지 TV)
- 론Q! 하이랜드 (2008년 6월 22일, NTV)
- 5시에 집중! (2008년 6월 27일, TOKYO MX)
- 나카이 마사히로의 금요일의 스마들에게 (2008년 6월 27일, TBS)
- 하로모니@ (2008년 6월 29일, TV 도쿄)
- 아름다운 아오키 드 나우 (2008년 6월 23일, 30일, TV 아사히)
- 통쾌! 아카시야 가전시태 (2008년 6월 30일, 마이니치 방송)
- 가리벤 쇼와 가요제 스페셜2 (2008년 7월 5일, TV 아사히)
- 시무라 가게입니다.
- 하나마루 마켓 (2008년 8월 6일, TBS)
- SMAP×SMAP (2008년 8월 18일, 2009년 1월 26일, 11월 2일, 후지 TV)
- 아도레나! 가렛지 (2008년 8월 19일, TV 아사히)
- 무지갯빛 진 (2008년 8월 23일, 2009년 11월 28일, 2010년 11월 27일, 간사이 TV)
- 테츠코의 방 (2008년 8월 26일, TV 아사히)
- 로또6로 3억 2천만엔에 당첨된 남자 (2008년 8월 29일, TV 아사히)
- 모모코의 OH! 솔레!미~오! (2008년 8월 30일, 간사이 TV) - VTR로 출연.
- 중딩입니다! (2008년 8월 30일, TBS) - 에어 아야야, 에어 세이코. 2번 이혼한 트랜스젠더 역
- 24시간 텔레비전 '사랑은 지구를 구한다' (2008년 8월 30일, 2010년 8월 29일, NTV)
- 99 플러스 (2008년 9월 2일, NTV)
- VivaVivaV6 (2008년 9월 4일, 후지 TV) - 마츠우라 아야와 공동 출연.
- 사랑하는 하니카미! (2008년 9월 5일, TBS) - 고쿠쇼 사유리와 공동 출연.
- 새터데이 밸류 피버 '우에다 신야, 웬츠 에이지의 위인의 품격에 배우자!' (2008년 9월 6일, NTV)
- 메차×2이케테루! (2008년 9월 6일, 12월 6일, 후지 TV)
- 세키구치 히로시의 도쿄 프렌즈 파크II (2008년 9월 8일, TBS)
- 핏탄코 캉캉 (2008년 9월 9일, TBS)
- 폭소문제의 몰래카메라 패닉 페이스왕! (2008년 9월 9일, 2011년 2월 9일, TBS)
- 연예계 특별 수업! 나는 이렇게 살아남았습니다! (2008년 9월 10일, TBS)
- 다운타운DX (2008년 9월 11일, 2009년 12월 10일, NTV)
- 놀라운 법률 여행사 (2008년 9월 11일, NHK)
- 무서운 아저씨3 (2008년 9월 11일, TV 도쿄)
- 비밀의 치카랜드 (2008년 9월 13일, NHK 교육 텔레비전)
- 우리집에 올래!? (2008년 9월 14일, 후지 TV)
- 산마의 슈퍼 조정 TV (2008년 9월 14일, 2009년 9월 13일, 12월 13일, 2010년 8월 8일, TBS)
- LEADER'S HOW TO BOOK 조시마사이트 (2008년 9월 15일, 9월 29일, 2009년 2월 16일, TV 아사히)
- 타모리의 보캬브라 천국 대복수제 스페셜 (2008년, 후지 TV)
- 인세 스타 탄생! 선정 편 (2008년 9월 15일, 후지 TV)
- 연가 IV 러브송 노리카와 마차미가 보내는 사랑과 이별의 명곡 베스트 (2008년 9월 16일, NTV)
- Goro's Bar (2008년 9월 18일, TBS)
- 드림 프레스사 스페셜 (2008년 9월 19일, TBS)
- DOORS 2008 (2008년 9월 21일, TBS)
- 슷키리!! -옆집의 맘마미아 (2008년 9월 23일, NTV)
- 말도 안되는∞세계 (2008년 9월 23일, TV 도쿄)
- 완전 타임 쇼크!! 최강 퀴즈왕 결정전 (2008년 9월 25일, 2009년 1월 4일, 3월 31일, 2010년 1월 5일, TV 아사히)
- 쇼팽 최종회 생방송 스페셜 (2008년 9월 25일, 후지 TV)
- 일확천금! 일본 열도 90분 스페셜 (2008년 9월 26일, 후지 TV)
- Run for money 도주중 (2008년 10월 2일, 2009년 1월 4일, 2010년 6월 27일, 후지 TV)
- 충격 영상 100연발 세계의 "이상한"것 그랑프리 (2008년 10월 3일, TBS)
- 오네★MANS 스페셜 (2008년 10월 7일, NTV)
- 해프닝 명장면! 일본전국 프리미어 영상 스페셜 (2008년 10월 9일, TBS)
- 누구라도 박장대소 (2008년 10월 12일, 2010년 5월 30일, NTV)
- 오샤레이즘 (2008년 11월 2일, NTV)
- 웃음제전 골드 스테이지II (2008년 11월 6일, NTV)
- 감사! 감격! 칸사이 TV 50년이예요 (2008년 11월 22일, 칸사이 TV)
- 우에다 채널 24시간정도 TV!! (2008년 11월 30일, TV 아사히 채널)
- 산푼마루 (2008년 12월 4일, NHK)
- Hi! Hey! Say! (2008년 12월 6일, TV 도쿄)
- 하마짱이! (2008년 12월 8일, NTV)
- 마음껏!!TV (2008년 12월 11일, NTV)
- 1억 3000만명이 고른! 베스트 아티스트 2008년 (2008년 12월 16일, NTV)
- 산마&SMAP! 미녀와 야수의 크리스마스 스페셜 08 (2008년 12월 20일, NTV)
- 음악전사 MUSIC FIGHTER (2008년 12월 26일, 2009년 8월 28일, NTV)
- 제59회 NHK 홍백가합전 (2008년 12월 31일, NHK) - 미카와 켄이치 응원 게스트.
- FNS 2008년 퀴즈 (2008년 12월 31일)
- 설 스페셜 (2009년 1월 1일)
- 주말 신데렐라 세계! 탄환 트래블러 (2009년 1월 3일, 2010년 5월 1일, 5월 8일)
- 퀴즈 도레미파동! (2009년 1월 4일, 2010년 6월 1일, 후지 TV)
- 시무라 켄의 바보전양 2009년의 시작은 바보 개그! 특대판 (2009년 1월 8일, 후지 TV)
- 특수! 마사카의 룰 (2009년 1월 9일, TV 아사히)
- 런던부츠의 괴걸! 트릭스타 (2009년 2월 6일, TV 도쿄)
- 천재! 시무라 동물원 (2009년 2월 14일, 12월 26일, 2010년 1월 16일, NTV)
- 어나더 스카이 (2009년 2월 20일, NTV)
- 펫 대집합! 포치 타마 (2009년 2월 27일, TV 도쿄)
- 즐거운 동영상 사전 보면 압니다! (2009년 3월 15일, 요미우리 TV)
- 사랑의 헛소동 졸업 스페셜 (2009년 3월 21일, NTV)
- 마음껏DON! (2009년, NTV) '스타와 브런치 DON베리' 제1회 게스트 (3월 30일), 패널 출연 (11월 17일, 12월 29일)
- 오구마의 베어 방 (2009년 4월 1일, 8일, NTV)
- 레코☆HITS! (2009년 4월 7일, NTV)
- 고향에서 자자! (2009년 4월 12일, 19일, TV 도쿄)
- 날아오르자! 과학군 (2009년 7월 13일, 8월 24일, 11월 23일, TBS)
- 바나나맨의 블로그 형사 (2009년 7월 21일, 도카이 TV)
- 미소가 맛있는 음식 집 밥 (2009년 8월 9일, TV 아사히)
- music trip~음악과 함께 즐기며 혼자 떠나는 여행~ (2009년 8월 18일, NHK)
- VS아라시 (2009년 11월 5일, 후지 TV) - +1 게스트로 등장
- 타카진 가슴 벅참 (2009년 10월 31일, 칸사이 TV)
- 싯토코! (2009년 11월 7일, 2010년 4월 10일, 마이니치 방송)
- 더 역류 리서치 (2009년 11월 9일, TV 도쿄)
- THE 1억분의 8 (2009년 11월 11일, TBS)
- SUPER SURPRISE (2009년 11월 12일, NTV)
- 천재를 만들자! 갈릴레오 뇌연구 스타트 스페셜 (2009년 11월 14일, 2010년 3월 6일, 4월 24일, TV 아사히)
- 퀴즈 도레미파동! 가을 최강 인트로왕 결정전 (2009년 11월 17일, 후지 TV)
- 히루오비! (2009년 11월 19일, TBS)
- 출몰! (2009년 11월 21일, 2010년 5월 15일, TV 도쿄)
- TOKYO 뉴스 REMIX (2009년 11월 25일, NHK)
- 퀴즈 ALL FOR ONE (2009년 11월 26일, 12월 3일, TBS)
- 2009년 뉴스한 미녀 아름다움에 관함 상식 30연발! (2009년 12월 5일, NTV)
- 세상에서 가장 받고싶은 수업 (2009년 12월 5일, 2010년 2월 20일, 2010년 5월 22일, NTV)
- 마지막 경고! 타케시의 정말 무서운 가정 의학 (2009년 12월 8일, TV 아사히)
- 카툰 KAT-TUN (2009년 12월 10일, NTV)
- 갑자기! 황금전설. (2009년 12월 10일, 12월 17일, 2011년 4월 7일, TV 아사히)
- '가족애' 옅본 TV '고맙다고 말해보았다' (2009년 12월 13일, BS 후지)
- 산마&SMAP! 미녀와 야수의 크리스마스 스페셜09 (2009년 12월 13일, NTV)
- EXILE GENERATION Xmas SP (2009년 12월 23일, NTV)
- 산마의 폭소 영상 그랑프리2009 (2009년 12월 25일, 후지 TV)
- 타카토시 온수이의 세타가야선 뒷골목 먹을거리 탐방 (2009년 12월 27일, 후지 TV)
- 오늘 밤 한정 오픈! TV 역사상 최강, 초거대 어드벤처 파크 DOORS 2009 엄동 (2009년 12월 28일, TBS)
- 킹콩의 있는 것 없는 것~남자 희극인 & 여자 희극인 대잡담SP (2009년 12월 28일, 나고야 TV 방송)
- 제60회 NHK 홍백가합전 (2009년 12월 31일, NHK) - 미카와 켄이치 응원 게스트
- 일본의 설 경사스러운 스페셜 (2010년 1월 1일, NHK)
- 신춘 개인기 대회 FOREVER (2010년 1월 1일, 후지 TV)
- 거짓말 같은 진실 우소혼티SP (2010년 1월 1일, 후지 TV)
- 신춘 미카와, 하루나의 다 먹어치우는 여행 SP (2010년 1월 2일, 후지 TV)
- 비트 타케시의 인연 2명 (2010년 1월 2일, 마이니치 방송)
- 결단 쇼 (2010년 1월 2일, TBS)
- 신춘 닛폰 초 와이드 (2010년 1월 3일, TV 아사히)
- 3분으로 ANSWER (2010년 1월 3일, NTV)
- 격☆왕 (2010년 1월 9일, 후지 TV)
- 개그맨! 히트송으로 폭소 SHOW 배틀 (2010년 1월 9일, NTV)
- 기적체험! 언빌리버블 사상 최강! 충격영상 50연발SP (2010년 1월 14일, 후지 TV)
- 오레완 (2010년 1월 19일, 후지 TV)
- 우리들! 퀴즈MAN (2010년 1월 24일, 1월 31일, TBS)
- VivaVivaV6 (2010년 1월 29일, 2월 5일, 후지 TV)
- 타케시의 일본의 아군! (2010년 2월 19일, TV 도쿄)
- 옆집의 마에스트로 (2010년 2월 20일, 마이니치 방송)
- 춤추는! 산마저택!! (2010년 2월 23일, NTV)
- 미즈노 마키의 마법의 레스토랑 (2010년 2월 23일, 마이니치 방송)
- 비밀의 켄민SHOW (2010년3월 4일, 요미우리 TV)
- 아바타 극장 (2010년 3월 6일, NTV)
- 여행의 향기 (2010년 3월 6일, TV 아사히)
- TOKYO REAL FASHION 2010 춘하 (2010년 3월 6일, NHK-BS2)
- 퀴즈 밀리어네어 신세대로부터의 도전장!! 스페셜 (2010년 3월 9일, 후지 TV)
- 진심의 전당!! 신스케는 안다 (2010년 3월 12일, 2010년 5월 28일, 후지 TV)
- 마츠오카 슈조의 정열 충전 열혈! 진심 응원단 (2010년 3월 13일, TV 아사히)
- 유키난치 (2010년 3월 15일, 후지 TV)
- 뷰티 콜로세움 2010 봄 기적의 대변신 스페셜 (2010년 3월 16일, 후지 TV)
- Web으로 간단 예약! 엄선! 좋은 숙소 내비게이션 (2010년 3월 22일, TV 도쿄)
- 사키요미 장BANG! (2010년 4월 2일, TV 도쿄)
- 여자 역도장 (2010년 4월 2일, 후지 TV)
- 아이디어 하우스 (2010년 4월 3일, 4월 24일, TV 아사히)
- 올 스타 감사제 2010 봄 (2010년 4월 3일, TBS)
- 당신이 주연 50 보이스 (2010년 4월 5일, NHK)
- 시간 단축 생활 가이드 SHOW 일본인의 짜증을 전부 해소해줍니다SP (2010년 4월 7일, TBS)
- 축 페케폰 1주년 기념 스페셜 (2010년 4월 9일, 후지 TV)
- 호르스의 호기심 스페셜 (2010년 4월 11일, 후지 TV)
- 1분간의 깊은 이야기 명곡 2시간 스페셜 (2010년 4월 12일, NTV)
- 사랑과 분노의 SP 이런 남자 그만둬! 썩을놈 퇴치위원회 (2010년 4월 13일, TBS)
- 니시다 토시유키 & 츠쿠로 타케시 & 닥터 토미의 동물은 여기가 최고! (2010년 4월 14일, TV 도쿄)
- 후지산 (2010년 4월 14일, 4월 21일, 후지 TV)
- 밀리언 다이스 스페셜 (2010년 4월 15일, NTV)
- 필라메키노G (2010년 4월 23일, TV 도쿄)
- GIRLIE GIRLIE (2010년 4월 24일, 칸사이 TV)
- 운난의 러브한 느낌. (2010년 5월 6일, TBS)
- 산마노만마 (2010년 5월 8일, 칸사이 TV)
- 가득한 하늘☆푸른 하늘 레스토랑 (2010년 5월 8일, NTV)
- 세상을 바꾸는 100인의 일본인! (2010년 5월 14일, TV 도쿄)
- 전세계에서 독자 입수!? 꿈의 (비밀) 초극상품! 공개 (2010년 5월 20일, TBS)
- 엔터메스터디 모두의 교과SHOW2 (2010년 5월 21일, 후지 TV)
- 왜 추리SHOW (2010년 5월 22일, 후지 TV)
- 가르쳐줘 Mr.뉴스 이케가미 아키라의 그렇구나 일본 (2010년 5월 28일, 후지 TV)
- The 뮤직 아워 SP (2010년 6월 1일, TBS)
- 魁! 음악 순위~Eight~ (2010년 6월 2일, 후지 TV)
- SAVE THE FUTURE 과학자 라이브 (2010년 6월 4일, NHK)
- 사랑하는 TV 스고큔 (2010년 6월 4일, 후지 TV)
- 우리 집의 곤란한 남편 & 부인 그랑프리 (2010년 6월 6일, TV 도쿄)
- 밀실 수수께끼를 푸는 버라이어티 탈출 게임 DERO! (2010년 6월 10일, 11월 17일, NTV)
- 홀리데이 인터뷰 '켄지와 아이 내 안의 사랑스런 두 사람' (2010년 7월 19일, NHK)
- 수명을 늘리는 백과 (2010년 8월 27일, 9월 3일, NTV)
- 미노몬타 66세의 역습 (2010년 9월 2일, TBS)
- 세상이 깜짝 놀란 일본의 불가사의 (2010년 9월 5일, TBS)
- 화요 엔터테인먼트! '무엇이든 실황 쇼' (2010년 9월 7일, TV 도쿄)
- 녹차의 물박사 (2010년 9월 7일, TBS)
- 빙글빙글 나인티나인 (2010년 9월 9일, NTV)
- 잘나가는 미녀 살롱 (2010년 9월 26일, TV 도쿄)
- 연예인 노래방 세대차 그랑프리!! 보여드립니다 들려드립니다 명곡 갭 쇼 (2010년 9월 27일, TBS)
- 주니어2 (2010년 9월 27일, 후지 TV)
- 진짜로 있었던 ○○통의 편지 이야기 (2010년 9월 29일, 후지 TV)
- 이게 뭐야 사상 최강 일본 충격 풍경 그랑프리 (2010년 9월 29일, TV 아사히)
- 다운타운DXDX 가을 2시간 스페셜 (2010년 9월 30일, NTV)
- 올 스타 감사제 10 가을 (2010년 10월 2일, TBS)
- 뷰티 콜로세움 특별판 여성 희극인 진검 다이어트 스페셜4 (2010년 10월 4일, 후지 TV)
- 금요 슈퍼 프라임 아카시야 산마의! 스타 (비밀) 충격발언대상 (2010년 10월 8일, NTV)
- 일요 빅 버라이어티 '노래방★배틀5' (2010년 10월 10일, TV 도쿄)
- 파견 OL은 보았다! (2010년 10월 12일, TV 도쿄)
- 해피Music (2010년 10월 23일, NTV)
- MUSIC JAPAN (2010년 10월 24일, NHK)
- 극한의 힘 Premium (2010년 10월 26일, TV 도쿄)
- 히토시 마츠모토의 ○○한 이야기 (2010년 11월 12일, 후지 TV)
- 도쿄 카와이★TV (2010년 11월 13일, NHK)
- 나카이 마사히로의 블랙 버라이어티 (2010년 11월 7일, 11월 14일, NTV)
- Q사마!! (2010년 11월 8일, TV 아사히)
- 그 얼굴이 보고싶다 (2010년 11월 10일, 11월 17일, 후지 TV)
- 신스케 사장의 프로듀스 대작전! (2010년 11월 16일, TBS)
- 다시 한번 보고싶다! 추억의 CM 그랑프리 (2010년 11월 21일, TV 도쿄)
- 연예인 몰래 카메라 사전 봐봅시다! (2010년 12월 23일, NTV)
- 사랑하며 트레이블 (2010년 12월 26일, NHK 종합 텔레비전)
- 제61회 NHK 홍백가합전 (2010년 12월 31일, NHK) - 나카무라 미츠코 응원 게스트
- 맘대로! 브라보 AWARD (2011년 2월 5일, 2월 12일, NTV)
- 닛폰 임파서블 (2011년 1월 24일, 후지 TV)
- 퀴즈 탤런트 명감 (2011년 2월 6일, TBS)
- The 베스트 하우스123 (2011년 2월 16일, 후지 TV)
- 런던부츠 료의 음식토크?! (2011년 3월 26일, 후지 TV)
- 세상의 끝까지 가자! 일본식당 (2011년 4월 1일, TV 도쿄)

### 드라마
- 1998년 《세기말의 시》 제3화 - 호스티스 역
- 1998년 《PU-PU-PU-》 제6화 - 호스티스 역
- 2000년 《스트레이트 뉴스》 제2화
- 2008년 《파트너 Season6 - 제13화 마리린을 찾아라!》 - 게이 바 종업원 리사 역
- 2008년 《로또6로 3억2천만엔 당첨된 남자》 제9화
- 2009년 《안미츠히메2》 - 힐튼 패리스 역
- 2009년 《특명계장 타다노 히토시》 - 게이 바 마담 마야 역
- 2009년 《33분 탐정》 제12화
- 2009년 《엄마는 옛날에 아빠였다》 - 카노 마리 역
- 2009년 《하구레 형사 순정파》 - 카와이 노리코 역
- 2010년 《좌목탐정EYE》 - 아키카제 미루쿠 역

### 특촬
- 휴대폰 수사관7 (2009년 3월, TV 도쿄) - 진(목소리) 역

### 영화
- 2008년 《파트너 -극장판- 절체절명! 42.195 km 도쿄 빅시티 마라톤》 - 마라톤을 응원하는 게이 바 종업원 역
- 2009년 《파이널 데스티네이션 3D》 - 일본어 더빙판 - 앤디(목소리) 역
- 2010년 《짱구는 못말려 극장판: 초시공! 태풍을 부르는 나의 신부》 (신부후보- 보라색머리)
- 2011년 《두부소승》 - 702번 너구리(목소리) 역

### V 시네마
- 트랜스젠더 이야기 내가 여자로 돌아갈 때까지 (1997년 5월 30일, KSSME)
- 난바 금융연고 미나미의 제왕 11탄의 트랜스젠더 (1998년 11월 27일, KSSME)
- 사랑하는 두 사람 헤어지는 두 사람2 (2000년 4월 28일, GO-SHIP 프로젝트)
- 실록 일본 야쿠자 항쟁사 고래길 3파문장 (2008년 7월 25일, GP 뮤지엄 소프트)

### 광고
- 토요타 자동차 '캐롤라루미온' (2008년 11월 ~ )
  - 아메바 블로그 + TV 아사히 타이업 CF. 카노 에이코와 공동 출연.

- Hudson 모모타로 전철 시리즈 '모모타로 전철 20주년' (2008년 12월 ~ )
  - 진나이 토모노리, 와카츠키 치나츠와 공동 출연.

- 오에도온천 이야기 (2009년 4월 ~ )
  - 일본 건강극장 (2009년 6월 ~ )

- 다카노 유리 뷰티 클리닉 (2009년 봄 ~ )

- 일본 코카콜라 '환타 쉐이커 흔들흔들' (2009년 7월 ~ )
  - 환타로(아사쇼류 아키노리)와 공동 출연.

- 아사히 푸드 앤드 헬스 케어 '크림 현미 겨'
  - 마리센본 (마리에, 하리센본)과 공동 출연.

- 카고메 '토마레피!' (2010년 5월 ~ )

- 해외 드라마 《카일 XY》 (2010년 5월 ~ )

- P&G '레노아'

### 연극
- IMAGINE 9.11 (2008년 9월 26일 ~ 10월 2일, 시어터Χ)
- 미카와 켄이치와 유쾌한 친구들 (2010년 4월 14일 ~ 15일, 메이지자 / 2010년 5월 22일 ~ 23일, 추니치극장)

## 출판

### 서적
- 하루나 나이 포토 & 에세이 집 '내가 나로 있기 위해...' (2000년 4월, 바우하우스) ISBN 978-4-89461-179-5
- 멋진, 이 인생 (2009년 3월 9일, 고단샤) ISBN 978-4-06-307872-5
  - 텔레비전에서 말할 수 없었던, 하루나 아이가 알려지지 않은 인생을 고백한 에세이
- Love Power 하루나 아이의 연애 이야기 (2009년 9월 30일, 쇼덴샤) ISBN 978-4-396-46020-4
  - 자신의 연애 경험을 코믹화.
- 하루나 아이 첫번 째 사진집 'I♡AI' (2009년 10월 19일, 도쿄뉴스통신사) ISBN 978-4-86336-068-6
- 하루나 아이가 되는 다이어트 (2010년 7월 6일, 후소샤) ISBN 978-4-594-06226-2
- 하루나 아이의 러브러브 서울 (2010년 9월 10일, 쇼분샤) ISBN 978-4-398-13351-9
  - 자신의 해외 출국 경력을 살린 2박 3일간의 서울 여행기 & 가이드 북

### 연재
- 2009년 4월부터 일간스포츠 오사카, 일간스포츠 나고야판 방송 칼럼 '줄 거야~ 하루나의 사랑' (월요일 긴키 지방, 도카이3구(아이치현, 기후현, 미에현), 호쿠리쿠 지방, 야마구치현을 제외한 주고쿠 지방, 시코쿠 지방 한정 신문)

## 발매 음반

### 레코드
1. Chance (チャンス) (1989년 5월 25일) ※ 오니시 겐지(大西ケンジ)로 발매.
  - 작사 : 하루나 아이 / 작곡 : 시바 유키오
    - 커플링 : SO Fresh (SO フレッシュ) (작사 : C. mo / 작곡 : 시바 유키오)

### CD
1. Enjoy Your Life? (2001년, mastamaxus) ※ 아이튠즈 스토어에서 구입 가능.
  - Enjoy (작사 : 하루나 아이 / 작곡 : 사이바 히데오미)
    - 커플링 : 인기없는 여자 (イケてない女, 이케테나이 온나) (작사 : 하루나 아이 / 작곡 : 사이바 히데오미)
2. I·U·YO·NE~ (2008년 12월 10일, avex trax) - 하루나 아이 메이저 데뷔 싱글.
  - 작사 : 이토 요스케 (도쿄 푸딩)
    - 커플링 : 츠야사쿠라 (艶桜)
3. 여름 울퉁불퉁♡ (夏 凸凹♡, 나츠 데코보코♡) (2009년 8월 5일, avex trax)
  - 작사, 작곡 : 히로세 코미
    - 커플링 : 푸른 산호초 (青い珊瑚礁) (마츠다 세이코 대표곡 커버)

#### 피처링
1. ASIA ENGINEER - MOMI MOMI Fantastic feat. 하루나 아이 (2009년 8월 19일, 리듬존)
  - 일본 코카콜라 환타 쉐이커 흔들흔들 광고 음악